# Női 100 méteres hátúszás az 1958-as úszó-Európa-bajnokságon
Az 1958-as úszó-Európa-bajnokságon a női 100 méteres hátúszás selejtezőit szeptember 2-án tartották. A döntőt szeptember 3-án rendezték. A versenyszámban 19-en indultak.
A magyar indulók, Takács Katalin és Csohány Eszter a selejtezőben kiestek.

## Rekordok
|            | Név            | Nemzet             | Idő    | Helyszín | Dátum            |
| ---------- | -------------- | ------------------ | ------ | -------- | ---------------- |
| Világcsúcs | Judith Grinham | Egyesült Királyság | 1:11,9 | Cardiff  | 1958. július 23. |

A versenyen új rekord született:
| Európa-bajnoki csúcs | döntő | Egyesült Királyság Judith Grinham | 1:12,6 | Budapest, Magyarország | szeptember 3. |

## Eredmény

### Selejtezők
| Helyezés | Futam | Név                 | Nemzet             | Idő    | Megj. |
| -------- | ----- | ------------------- | ------------------ | ------ | ----- |
| 1.       | 3     | Maria van Velsen    | Hollandia          | 1:13,3 | Q     |
| 2.       | 4     | Margaret Edwards    | Egyesült Királyság | 1:13,5 | Q     |
| 3.       | 1     | Larisza Viktorova   | Szovjetunió        | 1:14,1 | Q     |
| 4.       | 1     | Judith Grinham      | Egyesült Királyság | 1:14,2 | Q     |
| 5.       | 2     | Lenie de Nijs       | Hollandia          | 1:14,2 | Q     |
| 6.       | 2     | Rosy Piacentini     | Franciaország      | 1:15,9 | Q     |
| 7.       | 2     | Helga Schmidt       | NSZK               | 1:16,3 | Q     |
| 8.       | 4     | Anneliese Schneider | NDK                | 1:16,7 | Q     |
| 9.       | 4     | Takács Katalin      | Magyarország       | 1:16,7 |       |
| 10.      | 4     | Ethel Petersen      | Dánia              | 1:17,3 |       |
| 11.      | 3     | Csohány Eszter      | Magyarország       | 1:18,5 |       |
| 12.      | 1     | Brigitta Segerström | Svédország         | 1:19,1 |       |
| 13.      | 2     | Arlette Faidiga     | Olaszország        | 1:19,1 |       |
| 14.      | 1     | Eva Sperlová        | Csehszlovákia      | 1:19,4 |       |
| 15.      | 3     | Ingeborg Lechman    | NDK                | 1:19,7 |       |
| 16.      | 3     | Eleonore Trittner   | Ausztria           | 1:19,7 |       |
| 17.      | 2     | Nora Novotny        | Ausztria           | 1:21,2 |       |
| 18.      | 4     | Natalja Bajkovic    | Jugoszlávia        | 1:21,7 |       |
| 19.      | 3     | Joanne Sokołowska   | Lengyelország      | 1:22,4 |       |

### Döntő
| Helyezés | Pálya | Név                 | Nemzet             | Idő    | Megj. |
| -------- | ----- | ------------------- | ------------------ | ------ | ----- |
|          | 2     | Judith Grinham      | Egyesült Királyság | 1:12,6 | ECR   |
|          | 5     | Margaret Edwards    | Egyesült Királyság | 1:12,9 |       |
|          | 3     | Larisza Viktorova   | Szovjetunió        | 1:13,9 |       |
| 4.       | 6     | Lenie de Nijs       | Hollandia          | 1:14,3 |       |
| 5.       | 4     | Maria van Velsen    | Hollandia          | 1:15,2 |       |
| 6.       | 1     | Helga Schmidt       | NSZK               | 1:15,8 |       |
| 7.       | 7     | Rosy Piacentini     | Franciaország      | 1:15,9 |       |
| 8.       | 8     | Anneliese Schneider | NDK                | 1:17,7 |       |